# Scopula lutosata
Scopula lutosata är en fjärilsart som beskrevs av Jules Pièrre Rambur 1866. Scopula lutosata ingår i släktet Scopula och familjen mätare. Inga underarter finns listade.